# Аріс (баскетбольний клуб)
Аріс (грец. K.A.E. Άρης) — баскетбольний клуб міста Салоніки, Греція.

## Досягнення
- A1 Етнікі — 10 перемог (1930, 1979, 1983, 1985, 1986, 1987, 1988, 1989, 1990, 1991)
- Кубок Греції з баскетболу — 8 перемог (1985, 1987, 1988, 1989, 1990, 1992, 1998, 2004);
- Кубок Сапорти — 1 перемога (1993);
- Кубок Корача — 1 перемога (1997);
- FIBA Europe Cup — 1 перемога (2003);